# Prosopocera senegalensis
Prosopocera senegalensis là một loài bọ cánh cứng trong họ Cerambycidae.